# Autoportrait au chien noir
Autoportrait au chien noir ou Portrait de l'artiste, dit Courbet au chien noir est un tableau du peintre français Gustave Courbet, exécuté en 1842 et retouché en 1844. Il est conservé à Paris au Petit Palais.

## Description
Un jeune homme portant un chapeau est assis par terre, flanqué d'un chien noir. Le personnage, appuyé contre un gros rocher, regarde le spectateur en tenant une pipe. Derrière lui sont posés parmi les herbes un livre et une canne. Au loin, on aperçoit un paysage, une vallée, des arbres et des collines, surplombés par des ciels bleus et nuageux.
À gauche, sont inscrits en bleu la signature « Gustave Courbet » et une date, « 1842 ».

## Historique

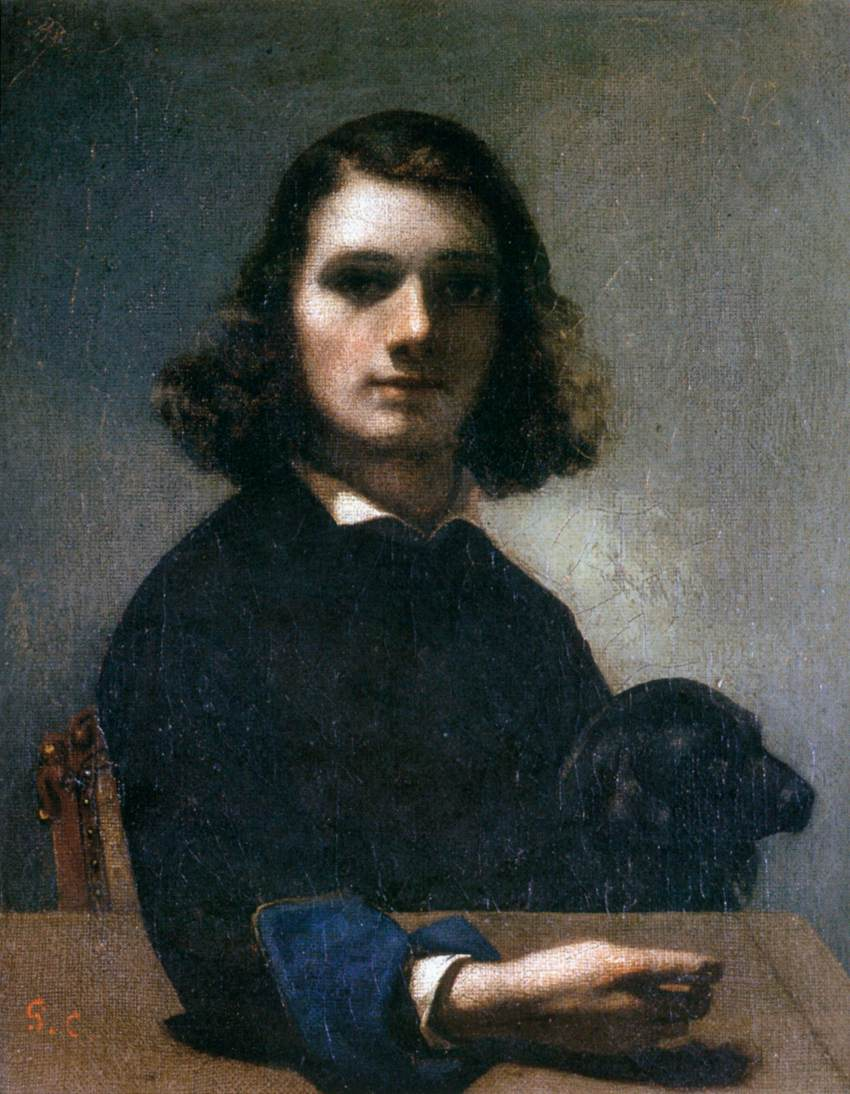
Petit Autoportrait au chien noir (1842), Pontarlier, musée municipal.

Ce tableau est un des premiers de Courbet à être accepté au Salon de Paris. Au catalogue officiel de l'exposition ouverte en mars 1844 qui se tient au palais du Louvre, il figure sous le no 414 avec le titre Portrait de l'auteur.
Une lettre à ses parents écrite le 21 février 1844 mentionne que, sur les conseils du peintre Nicolas-Auguste Hesse qui venait le visiter dans son atelier de la rue de la Harpe situé dans l'ancien collège de Narbonne, le jeune Courbet va, pour la quatrième fois, soumettre une série de peintures au jury du Salon. Outre le Portrait, il envoie Loth et ses filles, ainsi qu'une Étude de paysage. Seul le Portrait est accepté un mois plus tard. Courbet dit dans cette lettre que le tableau date de 1842. Cette année-là, il a composé un autre autoportrait, plus petit, également avec un chien (Petit Portrait de l'artiste au chien noir, musée de Pontarlier). Le chien en question est un épagneul qu'il a reçu en cadeau à cette époque, peu avant le mois de mai.
L'analyse de la toile révèle qu'elle est issue d'un réemploi, et que le motif final a fait l'objet de reprises. Ainsi, on aperçoit sur les contours les traces d'un cintre, de façon à présenter le tableau sous la forme arrondie. On suppose que ce tableau a été présenté au public du Salon sous la forme légèrement arrondie. L'artiste est vu di sotto, impliquant un spectateur en contrebas, ce qui suggère que le tableau était peut-être destiné à un dessus de porte.
Après 1844, le tableau réapparaît en 1882 pour l'exposition Castagnary ; il appartient à Juliette Courbet qui l'offre à la ville de Paris en 1909.

## Analyse
Courbet s'est représenté à la mode du temps caractérisant la bohème (cape noire ourlée de clair, pantalons à rayures, cheveux longs), dans un paysage de son terroir d'origine, qu'on a supposé être la vallée de Bonnevaux (Doubs), mais qui est sans doute en partie imaginaire. En s'installant en plein-air, il reprend le procédé des portraitistes anglais du XVIIIe siècle, qui connaissait à l'époque romantique une véritable vogue.
Le style de la composition et du motif est sensiblement marqué par Géricault mais aussi par la « ligne serpentine » d'un Hogarth, inscrit dans le paysage franc-comtois.